# Amadeo II de Saboya

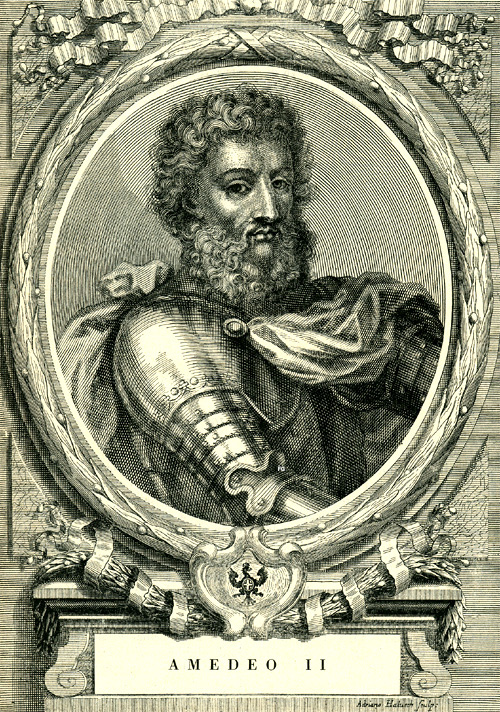

Amadeo II de Saboya (c.1046 - 26 de enero de 1080) era conde de Saboya, conde de Aosta y Maurienne de 1078 a 1080. Era hijo de Otón I de Saboya y Adelaida de Susa. Conde Saboya (1060-1080), gobernando en común con Pedro I hasta 1078. 

## Biografía
Los documentos sobre él, al igual que sus antecesores, son muy escasos. Amadeo II nació probablemente en torno a 1050, ya que, junto a otros nobles del Reino de Borgoña, juraron sobre la tumba de San Pedro en Roma para defender la Iglesia en torno a 1070-1073. En 1074 el Papa Gregorio VII estaba tratando de convencer a Guillermo I de Borgoña,
de recordar este voto y, con Amadeo y otros, fuera en defensa del Imperio Romano de Oriente contra los turcos selyúcidas. Como se sabe que su madre tenía buenas relaciones con el papado en estos años, este registro parece indicar que Amadeo estaba siguiendo políticas de su madre en esta primera etapa en su carrera.
A principios de 1077 Amadeo, con su madre y su hermano Pedro, entonces conde de Saboya, recibieron a su hermana Berta, y a su cuñado, el esposo de Berta, el emperador Enrique IV. Luego Amadeo y Adelaida escoltaron a la pareja imperial a Canossa para que el excomulgado emperador pudiera reconciliarse con el Papa. Ambos participaron en las negociaciones y se puso como promesa la buena fe del emperador.
El 16 de julio de 1078 Amadeo y Pedro fueron testigos de una donación de su madre a la Abadía de Novalesa. Fue el último acto de Amadeo y Pedro juntos.

### Conde de Saboya
El 9 de agosto de 1078 Pedro I murió y Amadeo le sucedió como conde de Saboya, pero en la Marca de Turín, donde Pedro había cogobernado con su madre, Amadeo nunca fue margrave, aunque la razón de esto no está clara. Un documento emitido por su hija viuda Adelaida en 1090, se refiere a él como conde y margrave, pero es probable que sea anacrónica. Sólo hay un documento de su reinado, en el cartulario de Saint-André-le-Bas en Viena, de fecha cuando Conde Amadeo [era]
reinante. 
Esto muestra, por la ausencia del año de reinado del Emperador, que a pesar de su participación en la reconciliación a Canossa, Amadeo II fue neutral en la Querella de las Investiduras y las guerras contra Enrique IV que se causaron en Alemania. 
Amadeo murió en Turín el 26 de enero de 1080, según la necrología de la iglesia de San Andrés. Esta fecha debe ser por lo menos aproximadamente correcta, ya que Adelaida hizo una donación monástica en beneficio de las almas de sus hijos el margrave Pedro y el conde Amadeo, el 8 de marzo. Fue enterrado en la catedral de Saint-Jean-de-Maurienne, en Saboya.

## Matrimonio y descendencia
De acuerdo con las tardías Crónicas de Saboya, se casó con Juana de Ginebra (Giovanna en italiano), hija de "Girard, conde de Borgoña", que los eruditos han conjeturado pudo ser el conde Gerold II de Ginebra. El Chronicon Altacumbae sólo dice que la esposa de Amadeus [era] de Borgoña, lo que podría referirse a Amadeo I. Si su esposa fuera de Ginebra, se explicaría cómo la casa de Saboya llegó a poseer tan temprano una gran parte de los Genevois. Tuvieron cuatro hijos confirmados aunque pudieron ser más:
- Humberto II de Saboya, conde de Maurienne
- Adelaida (murió en 1090) que se casó con Manassies V, señor de la casa de Coligny;
- Auxilia, casada con Humberto de Beaujeu m. 1011
- Constanza, casada con el marqués Otón II de Montferrato m 1084
- Otón

La sucesión de Amadeo II es clara. Su hijo Humberto II, que más tarde fue conde de Saboya, es bien conocido, pero en 1082 el conde de Saboya fue Otón II. Aunque se sabe que Amadeo tenía un hermano menor llamado Otón, es más probable que haya sido el obispo de Asti de este nombre y ese tiempo. Esto ha llevado a algunos estudiosos, empezando por el Conde de Vesme, crean que Otón II, era el hijo mayor de Amadeo II, quien le sucedió y fue a su vez reemplazado por Humberto II. En el período inmediatamente posterior a la muerte de Amadeo, Adelaida tomó el control de todas las tierras de Saboya a ambos lados de los Alpes.